# Ion Bălu
Ion Bălu (n. 20 octombrie 1933, Poiana Câmpina, județul Prahova – d. 26 martie 2021, București) a fost un critic și istoric literar, biograf, profesor de literatură română.

## Biografie
A fost fiul Anei și al lui Titi Bălu. A fost licențiat al Facultății de Filologie a Universității din București, precum și în Drept, în 1964. Și-a susținut teza de doctorat în filologie, în 1969, având ca temă Opera lui George Călinescu între anii 1919 și 1931.
Sub semnătura sa au apărut numeroase cărți care tratează viața și opera unor scriitori români renumiți cum au fost Nicolae Labiș, Cezar Petrescu, Marin Preda sau Ion Creangă.
A scris un volum biografic extrem de documentat despre viața lui George Călinescu și o Viață a lui Lucian Blaga, în patru volume. 
În colaborare cu fiica poetului și filozofului Lucian Blaga, Dorli Blaga, a publicat un volum de non fiction sau istorie literară, pornind de la dosarul de supraveghere al poetului alcătuit de Securitate.
În 1993 a primit titlul de cetățean de onoare al municipiului Câmpina.

## Opera
- George Călinescu. Critică și interpretare, Editura Cartea Românească, 1970
- G. Călinescu. Eseu despre etapele creației, 1970
- Cezar Petrescu, Editura Albatros, București, 1972
- G. Călinescu. Biobliografie, 1975
- Marin Preda, 1976
- Viața lui G. Călinescu, 1981, ed. II. Editura Libra, 1994
- Nostalgia absolutului, 1981
- Nicolae Labiș, 1982
- Lucian Blaga, 1986
- Natura in opera lui Mihail Sadoveanu, 1987
- Viața lui Lucian Blaga, Fundația Culturală Libra, București, 1995-1999, patru volume
- Texte comentate - G. Călinescu - Enigma Otiliei, 1996
- Mircea Eliade - Sinteze și comentarii literare, 1996
- Poezia simbolistă românească, 1997
- Lucian Blaga supravegheat de Securitate, (în colaborare cu Dorli Blaga), Cluj, Ed. Biblioteca Apostrof, 1999
- Moromeții de Marin Preda Editura Dacia, Cluj-Napoca, 2001
- Opera lui G. Călinescu, București. 2001,
- G. Călinescu : spectacolul personalității, Editura Fundației Culturale Ideea Europeană, 2004

## Ediții
A îngrijit ediții din Garabet Ibrăileanu, George Călinescu, Nicolae Labiș, Lucian Blaga, Mihail Sadoveanu, Emil Gârleanu.